# Martin Barták
Martin Barták (* 14. února 1967 Praha) je český lékař, specializací neurochirurg, a politik, v letech 2009–2010 ministr obrany a místopředseda vlády České republiky. Stal se nástupcem ministryně Vlasty Parkanové (KDU-ČSL), jejímž byl náměstkem. V letech 2010 až 2011 zastával za ODS pozici náměstka ministra financí Miroslava Kalouska. Od listopadu 2010 je vyšetřován policií kvůli podezřelým armádním zakázkám, obviněn za korupci byl v listopadu 2011. V roce 2014 byl obvinění pravomocně zproštěn, neboť Městský soud v Praze i Vrchní soud v Praze konstatovaly, že skutek není trestným činem.

## Osobní život

### Vzdělání
- 1982–1986 – Gymnázium Voděradská, Praha (maturita 1986)
- 1986–1992 – 1. lékařská fakulta Univerzity Karlovy v Praze (titul MUDr.)
- 1989–2004 – odborné postgraduální stáže – Harvard University, Oxfordská univerzita, Leibniz Universität Hannover[4]
- 1995 – I. atestace z chirurgie
- 2001 – II. atestace z neurochirurgie

Hovoří anglicky, rusky a německy, je ženatý.

### Profesní praxe
- 1992–1996 – Nemocnice Na Homolce, neurochirurgie
- 1994 – jednoroční studijně pracovní pobyt v KRH -Klinikum Nordstadt v Hannoveru
- 1996 Radcliffe Infirmary, Oxford, Velká Británie
- 1996–2006 – Nemocnice Na Homolce, Praha, neurochirurgie
- 2002–2006 – poradce předsedy Výboru pro obranu a bezpečnost PSP ČR
- 2000–2006 – poradce místopředsedy ODS Petra Nečase pro otázky bezpečnostní a obranné politiky
- 8. září 2006 – 8. květen 2009 – první náměstek ministryně obrany ČR
- 8. května 2009 – 13. července 2010 – ministr obrany a místopředseda vlády ČR
- v červenci 2010 se měl stát náměstkem ministra vnitra Radka Johna pro mezinárodní vztahy, ale z jeho jmenování sešlo.[6]

## Podezřelé zakázky
Firma Bartákova známého Michala Smrže (MPI Group) dodala armádě v letech 2005 až 2009 zbraně a munici za téměř miliardu korun. Většina obchodů byla uzavřena až po nástupu Bartáka na ministerstvo obrany. Oba se „náhodou“ na dovolené potkávají na ostrově Mauricius. Barták také pomáhal Smržovi do vedení armádního podniku Letecké opravny Malešice, odtud ho po několika týdnech odvolala ministryně Vlasta Parkanová pro střet zájmů.
Anonym podal na Bartáka trestní oznámení 1. března 2010 k Obvodnímu státnímu zastupitelství pro Prahu 10, neboť nákupu 90 lehkých obrněných vozidel Iveco mohl být spáchán trestný čin zneužití pravomoci veřejného činitele. Smlouvu na dodávku vozů, logistiku a municí uzavřelo ministerstvo obrany v prosinci 2009 s tím, že vozidla mají být dodána v letech 2010 až 2013. Stát má za dodávku zaplatit přes 3,6 miliardy korun.
Na počátku září Mladá fronta DNES zveřejnila skryté nahrávky, v nichž tehdejší náměstek ministra obrany Jaroslav Kopřiva popisoval mechanismus obcházení zákona o veřejných zakázkách a maskování korupce při nákupu obrněných vozidel Iveco a ATF Dingo 2. Zároveň naznačil, že těchto nezákonností se aktivně účastnil také Barták. Na počátku listopadu pak bývalý velvyslanec USA v Česku a předseda dozorčí rady automobilky Tatra William J. Cabaniss uvedl, že po něm Barták v únoru 2008 požadoval úplatek, jímž by si Tatra zajistila hladký průběh zakázek vypisovaných ministerstvem obrany. Několik dní po zveřejnění této informace se rozeběhlo vyšetřování této aféry.